# Esel (Strafmittel)

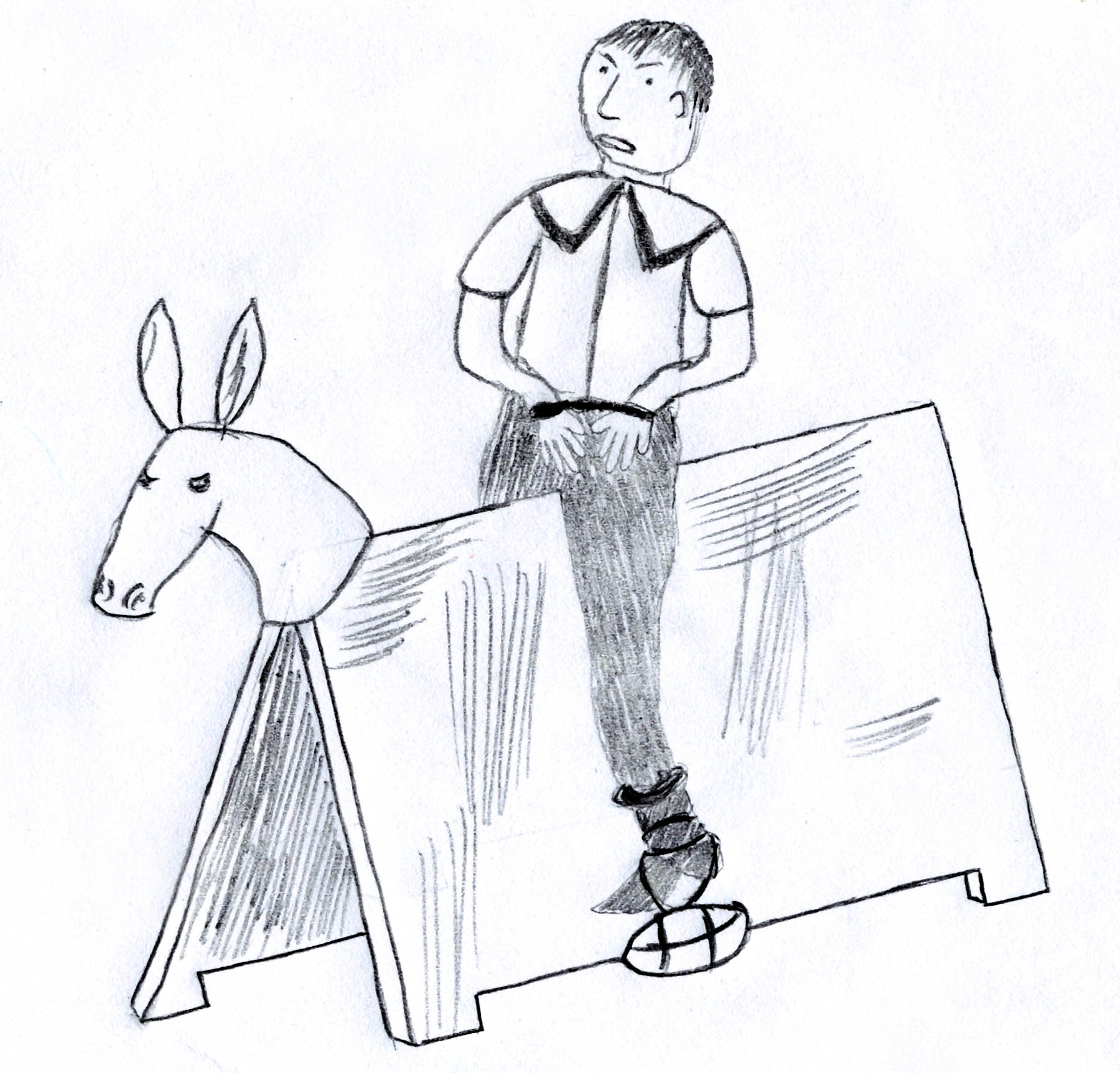
Skizze eines Strafesels

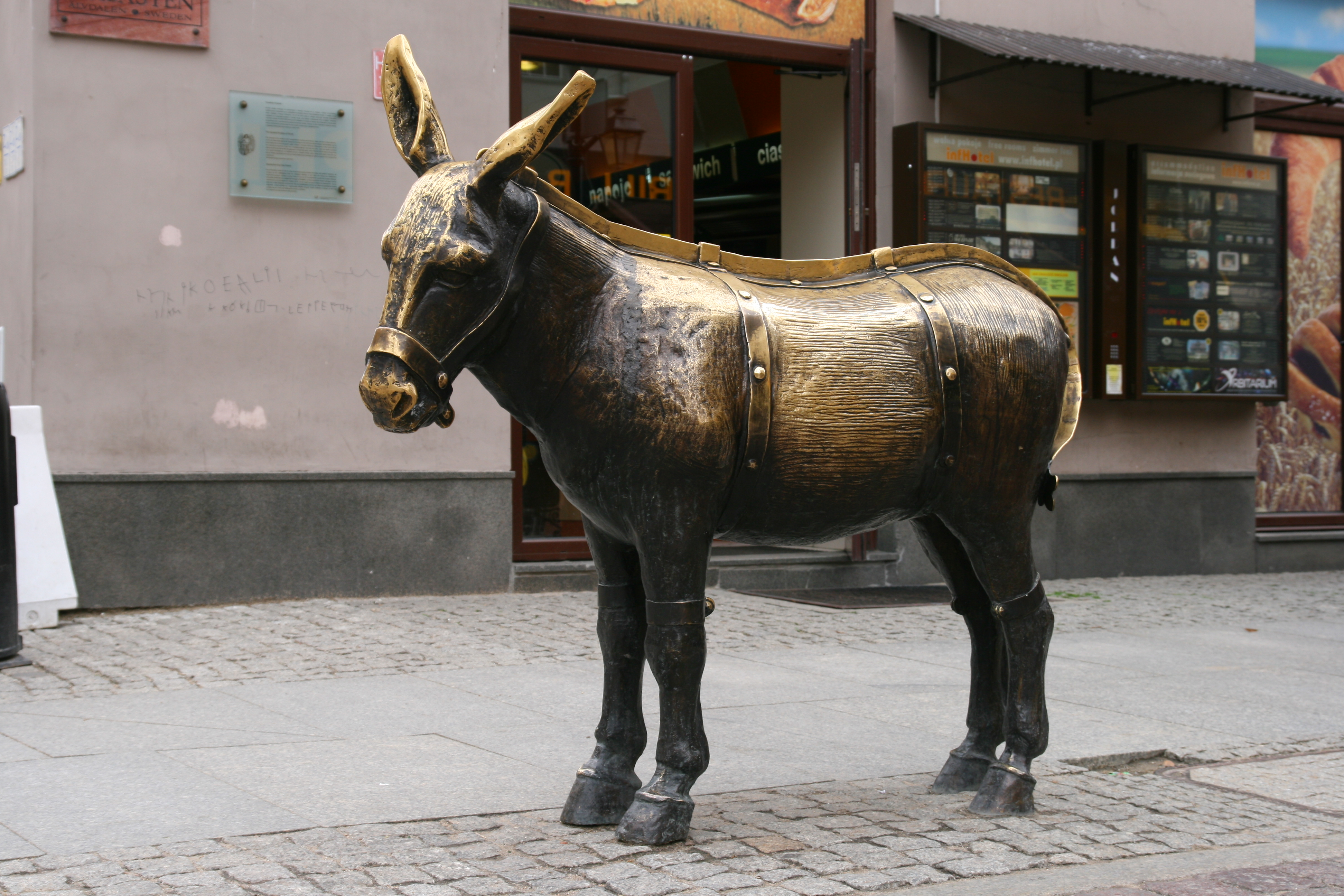
Strafesel am Marktplatz von Thorn

Der Esel, auch Strafesel oder Spreizbock genannt, war ein Instrument für die Zurschaustellung und Bestrafung von Personen.

## Aufbau und Verwendung
Der Esel bestand aus zwei Brettern, die oben spitzwinklig miteinander befestigt waren. In einigen Ausführungen wurde der Rücken des Esels aus scharfkantigem Eisen gefertigt. Vorne befand sich meist ein mit Stroh ausgestopfter Eselskopf. Die Delinquenten wurden auf diesen „Esel“ gesetzt. Je nach der Schwere ihres Vergehens wurden ihnen dann noch Gewichte an die Füße gebunden.
Auf den Esel kamen in der Regel Soldaten für kleinere Dienstvergehen, aber auch „schlechte Eheleute“ wurden auf den Strafesel gesetzt. Der Strafesel diente zur Bestrafung leichter Verbrechen an öffentlichen Stellen, wie beispielsweise auf Marktplätzen oder vor Rathäusern. Er stand für gewöhnlich neben dem Pranger.

## Spanischer Bock

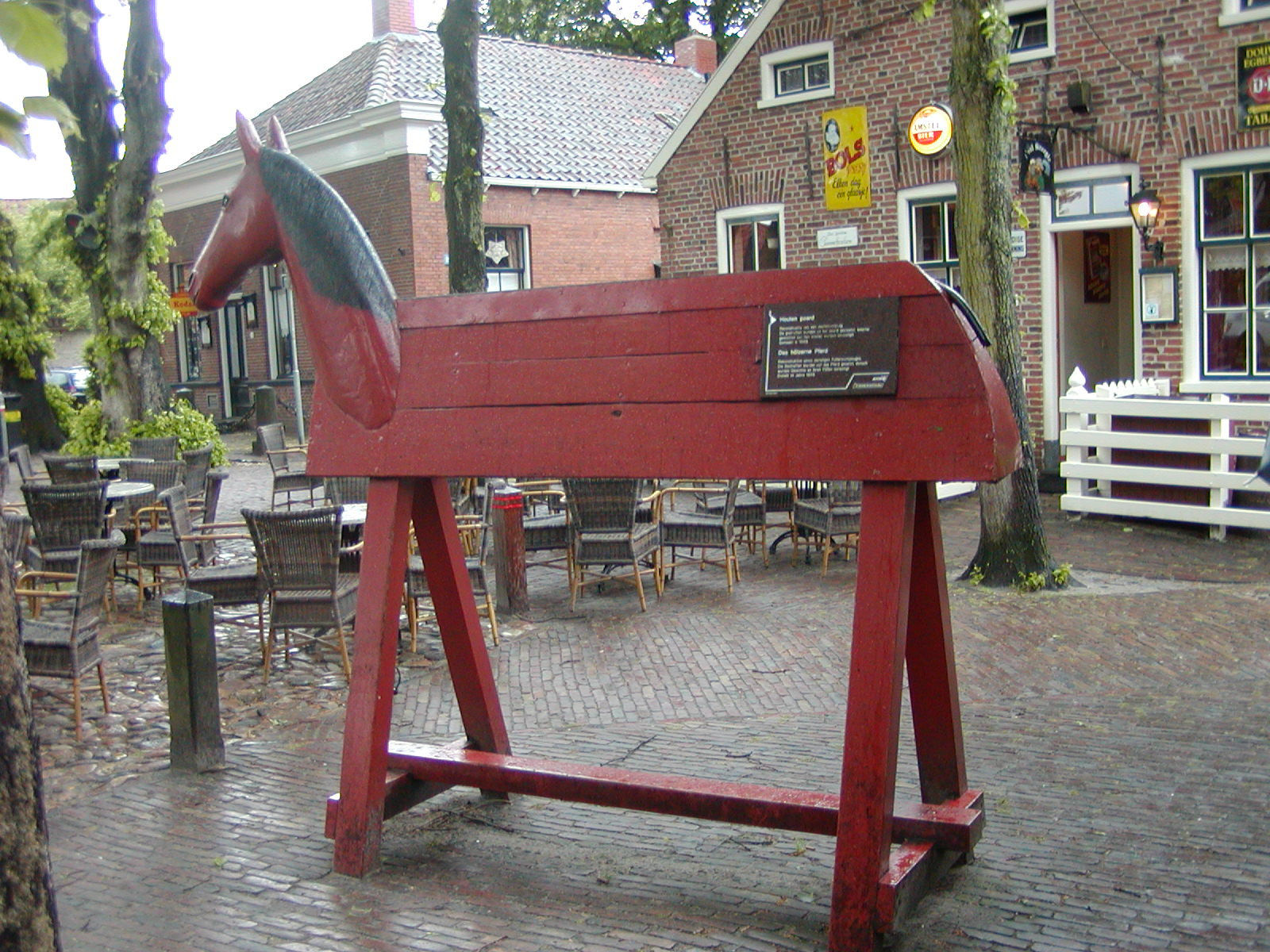
Spanisches Pferd auf dem Marktplatz des Museumsdorfs Festung Bourtange.

Eine Variante des Strafesels ist der Spanische Bock (auch Spanisches Pferd, Spanischer Reiter), ein Folterinstrument, welches in der Frühen Neuzeit in Europa, unabhängig davon aber auch in Japan und China angewandt wurde. Der Name verbindet das Instrument mit der Spanischen Inquisition, obwohl es nur in einzelnen Regionen eingesetzt wurde, nicht jedoch primär in Spanien oder im Rahmen der Inquisition.
Das Gerät bestand aus einem nach oben keilförmigen Holzbock, oft auch mit Metallzacken versehen, auf den die Folteropfer mit gespreizten Beinen gesetzt und gefesselt wurden, wobei deren Füße den Boden nicht berühren konnten und daher das gesamte Körpergewicht zwischen den Beinen getragen werden musste. In manchen Fällen wurden auch Gewichte an die Füße gehängt.